# スクリアビン国際ピアノコンクール
スクリアビン国際ピアノコンクール(Concorso Pianistico Internazionale "Città di Grosseto" - Premio di Esecuzione Pianistica "A. Scriabin")はイタリアのグロッセート市で行われ続けている国際ピアノコンクール。かつてはモスクワでもスクリアビン国際ピアノコンクールが行われていたが、そちらは2012年に閉会した。中国鼓浪嶼で2020年に行われたコンクールもスクリアビン国際ピアノコンクールの名が冠されていたが無関係である。

## 概要
近年イタリアのグロッセート市はConcorso Pianistico Giovanile “Città di Grosseto”も行うようになったが、それとは別のコンクールである。AAFには2017年に加盟しているが、WFIMCには加盟していない。
2002年から開始され、新型コロナウイルスが流行しても毎年敢行されている。第一次予選はスクリアビンの練習曲を含む20分、第二次予選は8分以上のスクリアビン作品を含む45分、本選は1つの協奏曲のみで、女性や女性でも参加がしやすい。しかし、挑戦者の水準は毎年のように高く女性の優勝者は2人だけである。ハエン国際やシューベルト国際、プレトリア国際、ソウル国際、ヴィオッティ国際、ルービンシュタイン国際の優勝者が普通に参加して、優勝している。2024年には世界から97名が参加。日中韓露が合計76名参加し、本選には2人のロシア人が残る大激戦になった。
メンデルスゾーンの協奏曲が追加されたこと以外は、ほぼ初回からルールが変更されておらず、必然的にコンクール周遊組が毎年のように参加している。
FAZIOLIがスポンサーである。審査員は過去のジュネーブ国際音楽コンクール同様躊躇なく優勝空位を出している。

## 過去の優勝者
- 2002 該当者無し
- 2003 Alessandro Taverna
- 2004 川島基
- 2005 Mariya Kim
- 2006 該当者無し
- 2007 該当者無し
- 2008 該当者無し
- 2009 Alexei Chernov
- 2010 該当者無し
- 2011 該当者無し
- 2012 Taegil Kim
- 2013 Antonio Chen Guang
- 2014 Evgeni Starodubtsev
- 2015 Galina Chistyakova
- 2016 Aidan Mikdad
- 2017 Fedor Amirov
- 2018 Cunmo Yin
- 2019 Evgeny Konnov
- 2020 Antoniy Baryshevsky
- 2021 該当者無し
- 2022 Michael Kambarov
- 2023 Valentin Malinin
- 2024 該当者無し